# 汉斯狄克反应
汉斯狄克反应（Hunsdiecker reaction，又称鲍罗丁反应或汉斯狄克-鲍罗丁反应）是有机化学人名反应，其中羧酸银盐和卤素单质在非质子的惰性溶剂中回流，反应生成有机卤化物。:540本反应的产物相比底物失去碳原子（以二氧化碳形式散逸），其原有位置引入卤素原子取代，故其既是脱羧反应，也是卤化反应。在本反应基础之上，开发有借助催化剂的改进方法。本反应为自由基反应，广泛用于制备脂肪族卤代烷，在从双数碳原子的天然产物羧酸制备单数碳原子的长链卤代烷这一过程中，本法尤为常用。:541

## 历史
本反应的命名取自德国化学家克莱尔·汉斯狄克（Cläre Hunsdiecker）及其夫海因茨·汉斯狄克（Heinz Hunsdiecker），二人在1930年代将本反应开发为通用的反应方法。然而，反应最初的展示，是在俄罗斯化学家亚历山大·鲍罗丁（Александр Бородин）于1861年通过乙酸银（CH
3CO
2Ag）制备一溴甲烷（CH
3Br）的报道之中。大概同一时代，维也纳大学阿道夫·利本的学生安杰洛·西莫尼尼（Angelo Simonini）也研究了羧酸银盐和碘的反应。他们发现，形成的产物受到反应混合物中化学计量的控制。羧酸盐对碘的比例若为1:1，产生碘代烃产物，与鲍罗丁的发现及对本反应的现代理解相合；2:1的化学计量则有利于产生酯，是一个羧酸盐分子脱羧，得到的烃基链和另一个羧酸盐分子结合而成。
反应物的比例控制在3:2则得到上述两种产物1:1的混合物（如下式）。这些流程有时直接称为「西莫尼尼反应」，而不视为汉斯狄克反应的改进。
3 RCOOAg   +   2 I
2   →   RI   +   RCOOR   +   2 CO
2   +   3 AgI

## 反应机理
反应机理方面，研究认为汉斯狄克反应经过了自由基中间体。银盐1同溴反应，得到中间体次溴酸酰基化合物2。2均裂产生双自由基对3，从而可以发生自由基脱羧，形成双自由基对4，进一步结合形成有机卤代物5。所得卤代物的产率，依卤原子所联的碳原子，其高低依次是伯碳高于仲碳高于叔碳。

## 变体
本反应不能在质子溶剂中进行，因为这类溶剂会引起次溴酸酰基化合物中间体的分解。
除银以外，使用其他阳离子的羧酸盐则反应速率通常不快。有毒的、具有相对论效应的金属如汞、铊、铅更适于反应，而惰性的阳离子如碱金属离子等则仅有很少几例成功的报道。:464
若底物有多重键，则次溴酸酰基化合物中间体倾向于在重键上加成，产生α-卤代酯。在α,β-不饱和羧酸的衍生物中，立体化学因素阻止上述过程，而倾向于聚合（见下）。:468
反应需要无水银盐，条件较为苛刻，而改利用羧酸和红色氧化汞、溴单质回流，称作Cristol改进；:541一例采用这类方法将3-氯环丁烷-1-羧酸转变为1-溴-3-氯环丁烷，使用的方法称Cristol-Firth改进。1-3二卤代烃是合成螺桨烷的关键前体。这一反应又应用在制备链长五到十七个碳原子的ω-溴代酯之中，其中一例是制备5-溴缬草酸甲酯，研究工作在《有机合成》期刊发表。
高知反应是日裔美籍化学家高知和夫在汉斯狄克反应基础上开发的反应，利用四乙酸铅和氯化锂（溴化锂，乃至锂、钾、钙的卤化物均可），同羧酸回流达成卤化和脱羧的效果。:451
本反应还可用过渡金属催化。中国的李超忠等人利用三氟甲磺酸二(1,10-邻二氮菲)合银催化，以次氯酸叔丁酯提供卤原子，室温下即可同羧酸反应产生脱羧卤代产物。反应同样是自由基反应，温和通用，且具有立体选择性，优先同叔碳上的羧基反应。

### 在α,β-不饱和羧酸中的反应

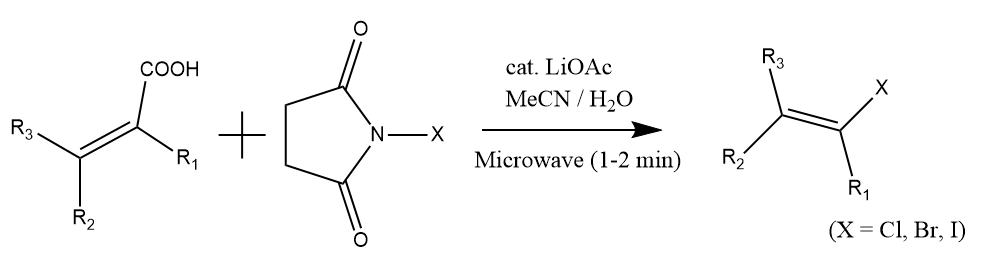
通过微波引发的汉斯狄克反应合成β-芳基乙烯基卤代物

对不饱和化合物，汉斯狄克反应所经历的自由基环境可以不引发脱羧而引发聚合。:468以此，使用α,β-不饱和羧酸的反应，其产率一般都低下。匡春香等人发现换用另一种自由基卤代试剂N-卤代丁二酰亚胺，配合使用乙酸锂催化，可使β-卤代苯乙烯的产率增高。这一反应也有在微波辐照之下的改进版本，倾向产生(E)-β-芳基乙烯基卤化物。
出于绿色化学的考虑，上述反应还可换用三氟乙酸四丁基胺催化，无需使用金属。然而，这一改进法只有使用胶束增溶时，表现出的产率才能和原本使用乙酸锂时相近。

## 参看
- 巴顿脱羧反应
- 巴顿-麦康比去氧反应

### 文内引注
1. ↑  ，中文又音译作「柯齐反应」。[2]:541